# Alissa Söderberg

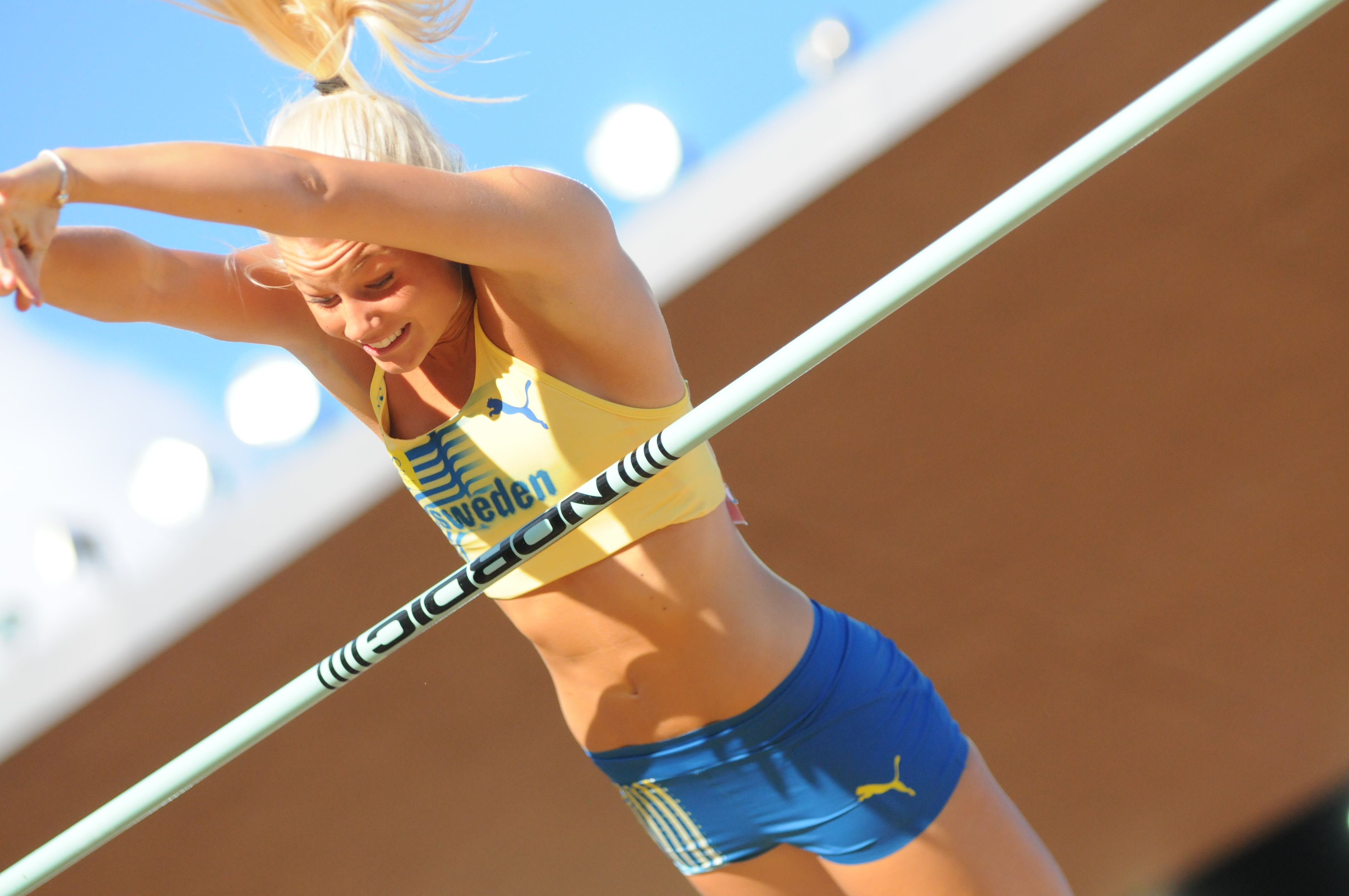
Söderberg hoppar på Finnkampen 2011

Alissa Söderberg, född 12 april 1994 är en svensk stavhoppare från Vellinge som representerat IK Finish, Malmö AI och Spårvägens FK.  
Tränaren Stanley Szczyrba introducerade stavhopp för Söderberg när hon började träna för honom 2006/2007. Dessförinnan tävlade Söderberg främst i längdhopp och häcklöpning. 
Vid Ungdomsvärldsmästerskapen i friidrott 2011 i Lille placerade hon sig på femte plats genom att hoppa 4,10 m.
Söderberg deltog i Finnkampen 2011 där hon placerade sig på andra plats.  
Vid Juniorvärldsmästerskapen i friidrott 2012 i Barcelona placerade hon sig på sjunde plats genom att hoppa 4,15 m.
Vid Junioreuropamästerskapen i friidrott i Rieti 2013 hoppade Söderberg 3,90 m stavkvalet vilket inte räckte för avancemang.
Under Svenska Mästerskapen i friidrott 2014 i Umeå föll Söderberg svårt och ådrog sig skador i ena knät på främre korsbandet och ett av sidoligamenten, Därefter påbörjade Söderberg utbildning på University of New Mexico i Albuquerque.

## Säsongsbästa i stavhopp
| Utomhus [källa behövs] - 2008: 3,20 (Malmö/He 03/08/2008) - 2009: 3,90 (Karlskrona 06/07/2009) - 2010: 4,01 (Göteborg 03/07/2010) - 2011: 4,20 (Vellinge 26/08/2011) - 2012: 4,21 (Sollentuna 10/06/2012) - 2013: 4,18 (Halmstad 06/07/2013) - 2014: 3,95 (Umeå 01/08/2014) - 2015: - 2016: 3,60 (El Paso 26/03/2016) | Inomhus [källa behövs] - 2008: 2,99 (Malmö 10/02/2008) - 2009: 3,90 (Borås 07/03/2009) - 2010: 4,12 (Malmö 30/01/2010) - 2011: 4,10 (Göteborg 27/02/2011) - 2012: 4,04 (Bollnäs 25/02/2012) - 2013: 4,12 (Uddevalla 23/02/2013) - 2014: 3,90 (Malmö 08/02/2014) - 2015: - 2016: 3,75 (Albuequerque 06/02/2013) |

## Meriter
| 2010 | Ungdomsfinnkampen           | Helsingfors, Finland | 2:a[källa behövs] |                      |  |
| 2011 | Svenska inomhusmästerskapen | Göteborg, Sverige    | 3:a               | 4,10 m               |  |
| 2011 | Ungdomsvärldsmästerskapen   | Lille, Frankrike     | 5:a (q)           | 4,10 m               |  |
| 2011 | Svenska mästerskapen        | Gävle, Sverige       | 2:a               | 4,19 m               |  |
| 2011 | Ungdomsfinnkampen           | Helsingfors, Finland | 1:a               | 3,80 m[källa behövs] |  |
| 2011 | Finnkampen                  | Helsingfors, Finland | 2:a               | 4,00 m               |  |

## Personliga rekord
| Utomhus - 100 meter häck – 15,10 (Växjö 22 september 2012) - Stavhopp – 4,21 (Sollentuna 10 juni 2012) - Längdhopp – 5,36 (Växjö 22 september 2012) | Inomhus - 60 meter – 8,11 (Kristianstad 10 januari 2010) - 60 meter häck – 9,02 (Bollnäs 26 februari 2012) - Stavhopp – 4,13 (Uddevalla 23 februari 2013) - Längdhopp – 5,74 (Sätra 6 mars 2010) |